# NGC 4625
NGC 4625 este o intermediate spiral galaxy⁠(d) situată în constelația Câinii de Vânătoare. A fost descoperită în 9 aprilie 1787 de către William Herschel. Se află la o distanță de 9,2 megaparseci de Pământ.